# Takashi Umezawa
Takashi Umezawa (jap. 梅澤 貴史, Umezawa Takashi; * 7. Dezember 1972 in der Präfektur Mie) ist ein ehemaliger japanischer Fußballspieler.

## Karriere
Umezawa erlernte das Fußballspielen in der Schulmannschaft der Ueno Technical High School. Seinen ersten Vertrag unterschrieb er 1991 bei Matsushita Electric. Der Verein spielte in der höchsten Liga des Landes, der Japan Soccer League. Mit Gründung der Profiliga J.League 1992 und der damit verbundenen Neuorganisation des japanischen Fußballs wurde der Matsushita Electric zu Gamba Osaka. Ende 1994 beendete er seine Karriere als Fußballspieler.